# Route départementale 9 (Hautes-Pyrénées)
Pour les articles homonymes, voir Route départementale 9.
La route départementale 9, ou RD 9, est une route départementale des Hautes-Pyrénées reliant Arné à Guizerix.

## Descriptif

### Longueur
L'itinéraire présente une longueur de 21,4 km.

### Nombre de voies
La RD 9 est sur la totalité de son tracé bidirectionnelle à deux voies.

### Tracé
La RD 9 traverse le département d'est en ouest à Arné  depuis l'intersection de la route départementale D 24 et rejoint Guizerix jusqu’à la limite du Gers.
Elle est entièrement en Magnoac dans le Pays des Coteaux.

## Communes traversées
- Arné
- Monléon-Magnoac
- Aries-Espénan
- Cizos
- Castelnau-Magnoac
- Peyret-Saint-André
- Larroque
- Puntous
- Guizerix

## Gestion, entretien et exploitation

### Organisation territoriale
En 2021, les services routiers départementaux sont organisés en cinq agences techniques départementales et 25 centres d'exploitation qui ont pour responsabilité l’entretien et l’exploitation des routes départementales de leur territoire. 
La RD 9 dépend de l'agence du Pays des Coteaux et du centre d'exploitation de Castelnau-Magnoac.

### Exploitation
En saison hivernale, le département publie une carte des conditions de circulation (C1 circulation normale, C2 délicate, C3 difficile, C4 impossible).

## Galerie

Sélection de vues des villages traversés.
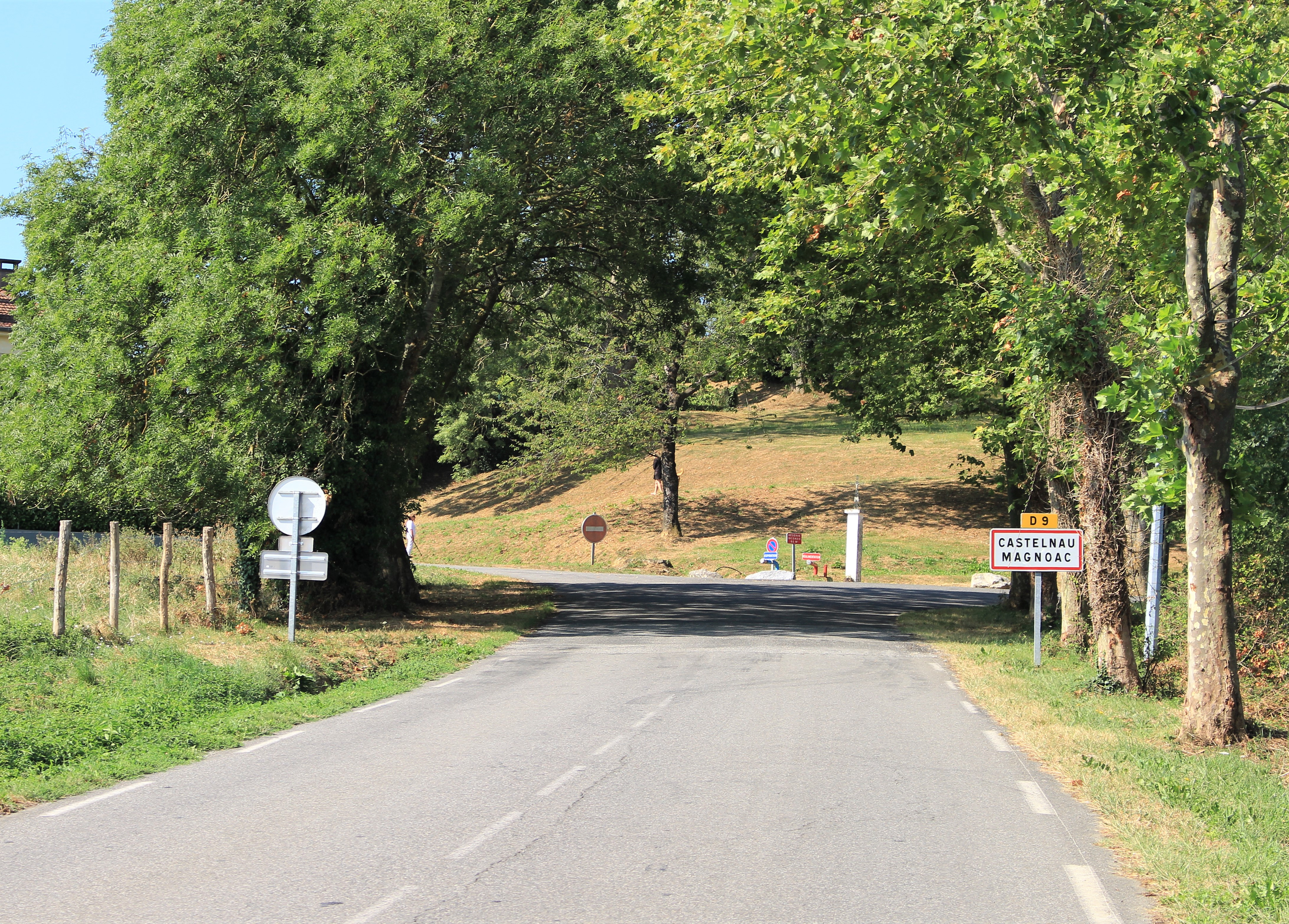
Entrée Nord de Castelnau-Magnoac.
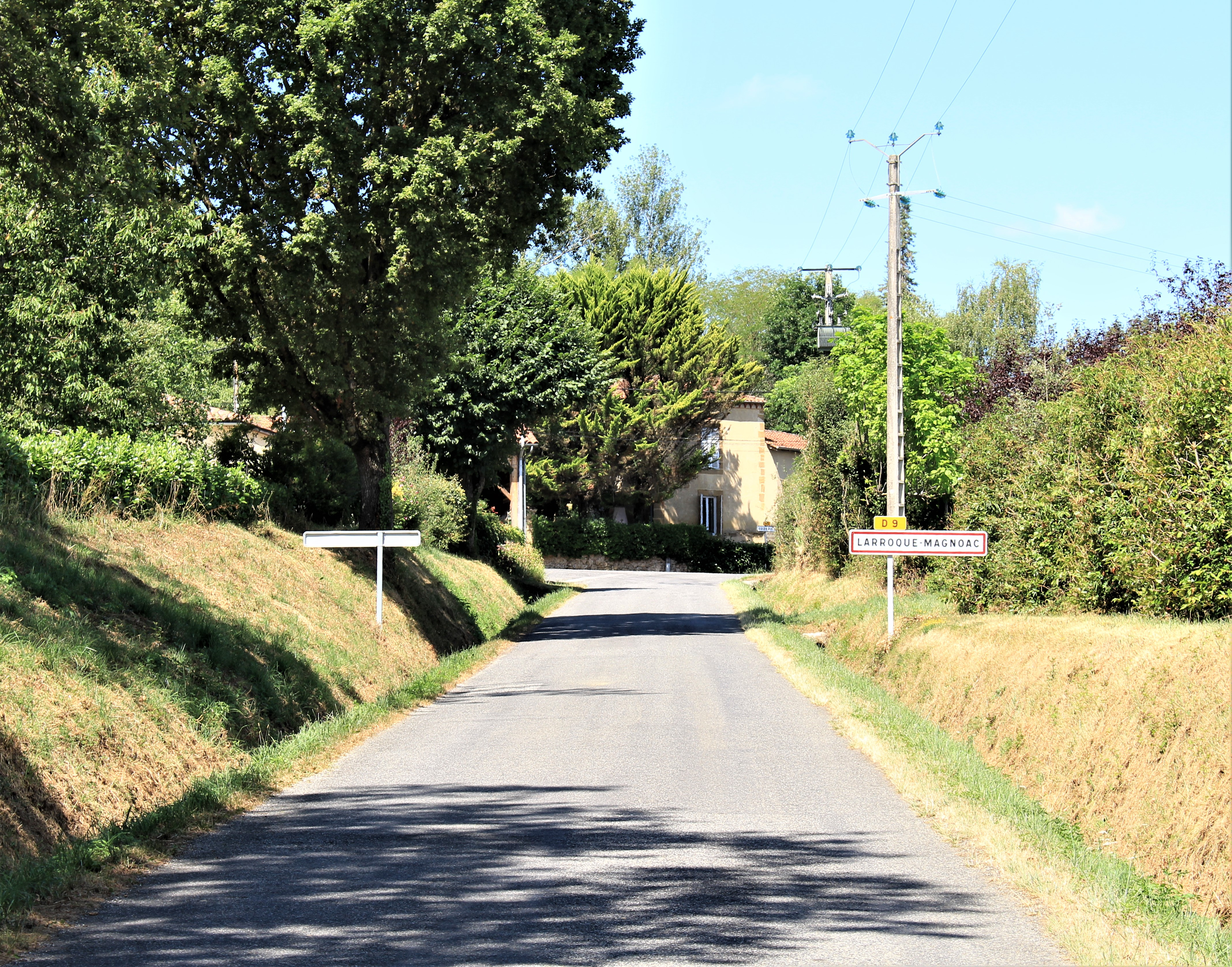
Entrée Est de Larroque.
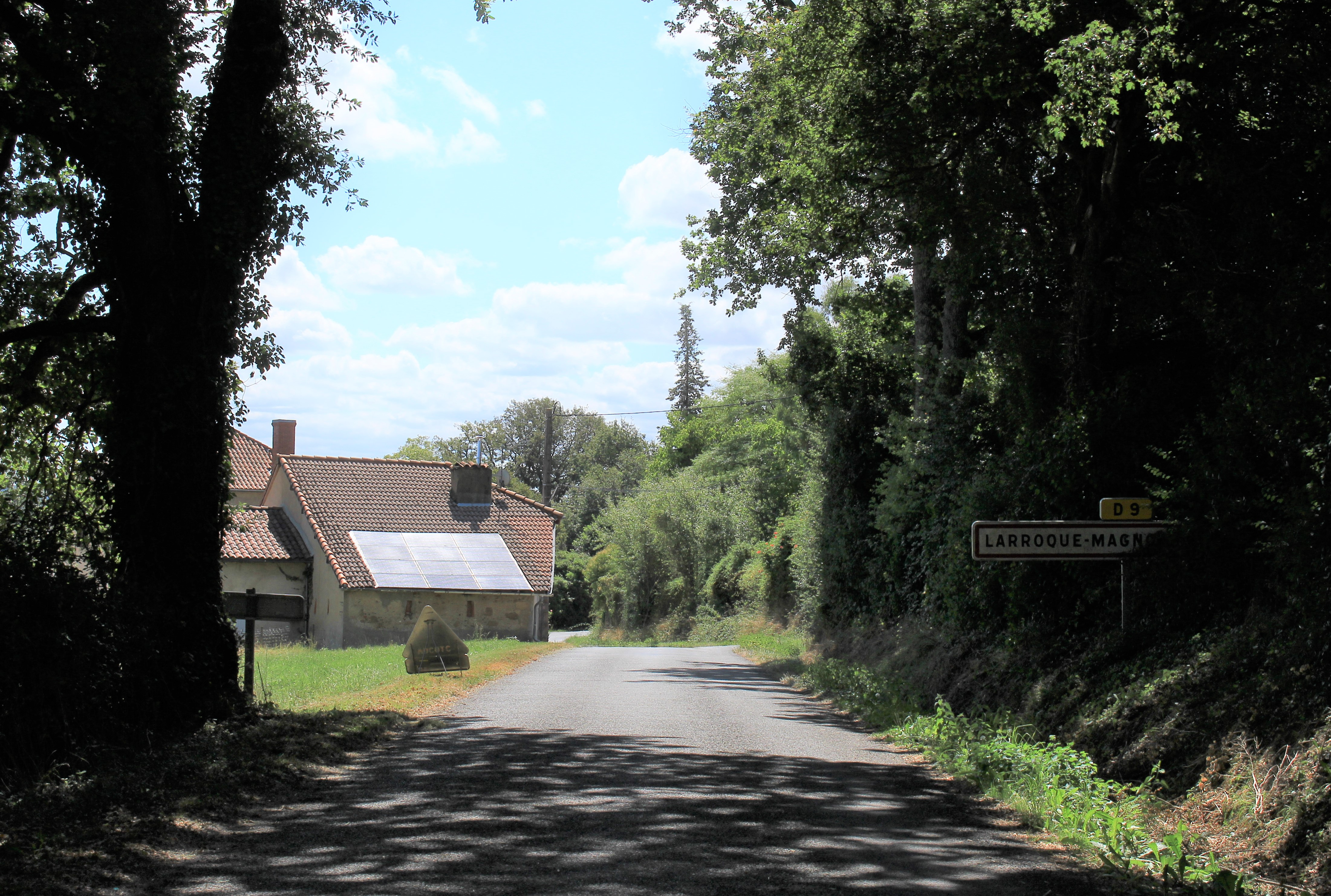
Entrée Ouest de Larroque.